# 藤子·F·不二雄
藤子·F·不二雄（日语：／ Fujiko F Fujio，1933年12月1日—1996年9月23日），本名藤本弘（／ Fujimoto Hiroshi），日本漫画家。富山縣高岡市人、毕业于富山縣立高岡工藝高等学校電氣科，O型血。代表作有《哆啦A夢》、《小超人帕門》、《奇天烈大百科》、《超能力魔美》。
藤本弘曾长期与安孫子素雄（笔名藤子不二雄Ⓐ）合作，兩人相识於高冈市立定塚小学校，并一起绘画漫画，投稿到报刊中以藤子不二雄笔名創作。後兩人於1987年正式分拆筆名，其中藤本弘稱為「藤子不二雄Ⓕ」，F即其本名姓氏開頭首字母，1989年2月，經過藤本友人石之森章太郎的建議，將筆名改為「藤子·F·不二雄」。目前藤子·F·不二雄的作品版權管理由藤子·F·不二雄創作株式會社負責。

## 经历

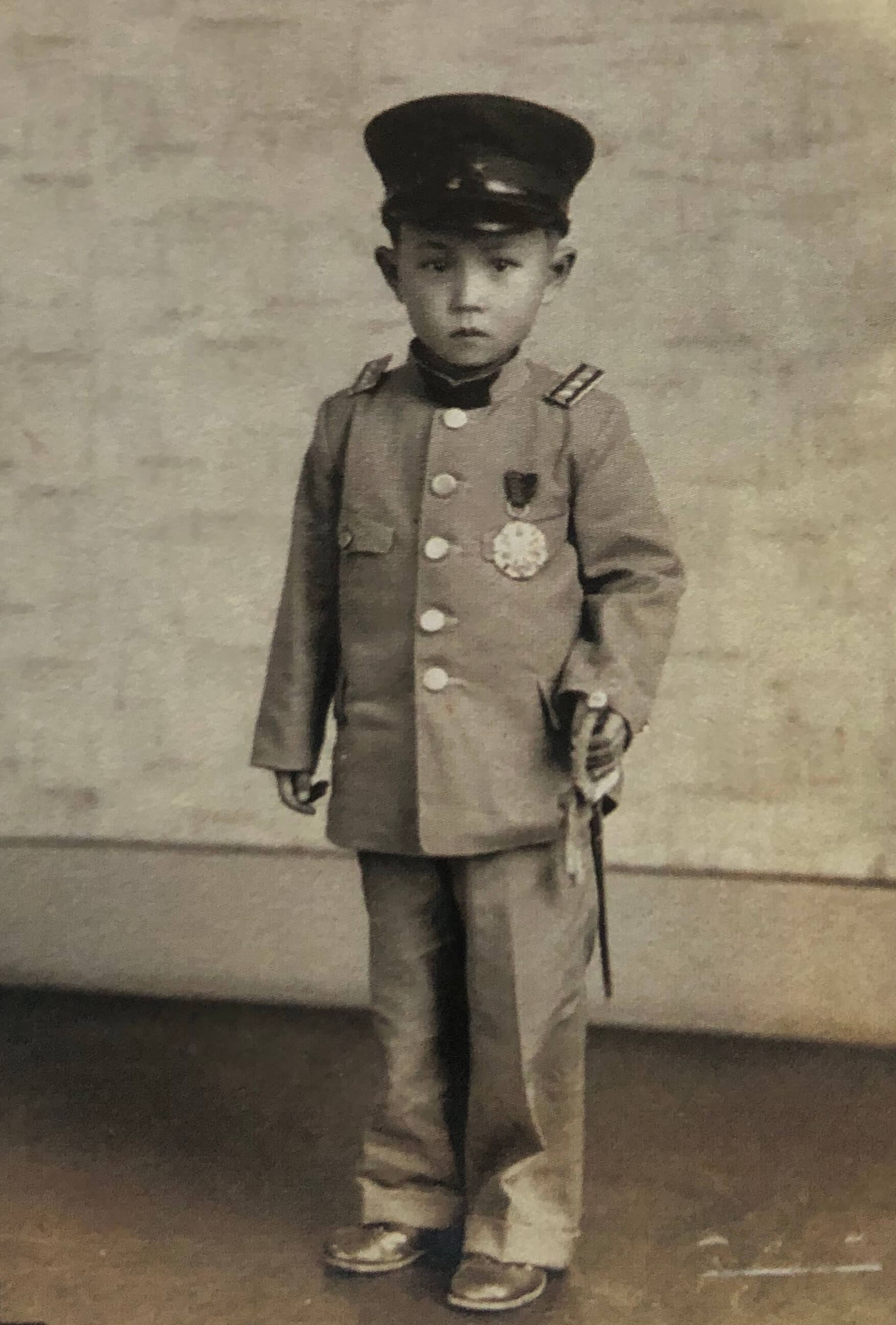
幼年时期，身穿军装的藤本弘

根据藤本弘的自述，他在少年时代身体不好，是个安静认真又听话的小孩。当时他在小学里受到了严重的欺凌，直到有一个在学校的不良少年们当中处于头目地位的少年十分欣赏他的肖像画，藤本才终于摆脱了这种困境。当时的心情亦反映在他后来的作品中（在《漫画道》中有描写）。1944年他遇见了后来的合作伙伴安孙子素雄，1951年与安孙子的共同作品《天使小玉》被日报《每日小学生新闻》采用，这是他第一次作为漫画家在社会舞台上亮相，年仅17岁。高中毕业后，他开始在一家糖果公司工作，但是因为害怕工作中发生事故会导致他再也无法画漫画，只做了3天就离职了（同为漫画家也是他当时的助手海老原武司在他的四格漫画《困惑的漫画之路》中说，“说只做了3天是假的，其实做了5天”）。然后他就在家里整天画漫画，周末则与在一家报社工作的安孙子素雄合作。两年后，他强行拖着不情愿的安孙子搬到东京，并以“藤子不二雄”的合作笔名开始了职业漫画家生涯。两人的博学多才产生出无数独特而幽默的主意，以低龄儿童向作品为中心创作了诸如《小鬼Q太郎》、《小超人帕门》、《哆啦A梦》等风行全国的大作。
1988年，两人组解散，藤本弘开始以藤子不二雄Ⓕ的名义作画，但在约1年之后听取石森章太郎的建议更改为藤子·F·不二雄。与越到晚年越趋向于成年人向沉重风格的安孙子有些不同，藤本既画了一些给成年人看的科幻作品，同时也仍然持续创作以《哆啦A梦》为主的儿童读物。在儿童向作品上其表现手法之巧妙得到极高的评价，有人称赞他“简直就是直接把小孩子们的梦想与愿望画了出来”，在他去世后作为儿童漫画名家的声望依然没有任何动摇。
- 1951年：與安孫子素雄一起向《每日小學生新聞》投稿《天使小玉（日语：天使の玉ちゃん）》并被采用，两名17岁的漫画家初试啼声。此後陆续有《小鬼Q太郎》，《小超人帕門》、《哆啦A梦》等著名作品。[9]
- 1982年：获小学馆漫画赏儿童部门奖（《哆啦A夢》）
- 1987年：与安孫子素雄解除合作关系，以藤子不二雄Ⓕ的笔名開始活動。在一年後更名为藤子·F·不二雄。
- 1989年：电影特别功劳赏、受奖
- 1994年：第23回日本漫画家協会賞文部大臣奖受奖
- 1996年9月20日：在执笔大長篇《大雄的發條都市冒險記》途中突然失去意识。
- 1996年9月23日：經搶救後仍回天乏術，因肝衰竭在凌晨2時10分宣告不治。享壽62歲。
- 1996年9月29日：在日本東京都台東區的寬永寺舉行葬禮。

- 1996年：獲得讀賣獎（“对促进漫画文化和产业振兴做出的贡献”）
- 1997年：獲得第1回手塚治虫文化賞漫画大奖（《哆啦A梦》）
- 2006年：正式宣布在川崎市的生田綠地建立“藤子·F·不二雄的藝術作品”紀念館。（2011年建成）

## 作品
藤子·F·不二雄一方面向小學館面向兒童的學習雜誌《快樂龍》製作面向兒童的漫畫。另一方面也在《Big Comic》等面向成人的漫畫雜志繪畫SF（科幻）短篇漫畫。藤子·F·不二雄的「SF」，含有「一小點的不可思議」的意思。其中經常使「不平凡的東西」跳入日常生活的作品。

### 未發表作品
- RING（1948年）※肉筆同人誌。
- 少太陽（1950年）※肉筆回覧誌。
- ベン・ハー（1952年）

### 投稿作品
從初中到高中間，藤本曾單獨在『漫畫男孩』、『北日本新聞』、『國王』和『朝日圖表』投稿連環漫畫。
- 種まき奇談（1950年、漫画少年、2頁） ※藤本弘名義。
- 時の記念日（1950年、漫画少年） ※藤本弘名義。
- ダンゴ仙人とたなばた（1950年、漫画少年、4格） ※藤本弘名義。
- はかられたか!（1950年、漫画少年） ※藤本弘名義。
- こんな子供に誰がした（1950年、北日本新聞、4格） ※藤本弘名義。
- ああ無情（1950年、北日本新聞、4格） ※藤本弘名義。
- 花咲爺さんの嘆き（1950年、北日本新聞、4格） ※藤本弘名義。
- 幼児の心理（1950年、北日本新聞、4格） ※藤本弘名義。
- りんきおうへん（1950年、北日本新聞、4格） ※藤本弘名義。
- スピード興業（1950年、北日本新聞、4格） ※藤本弘名義。
- 諸行無常（1950年、北日本新聞、4格） ※藤本弘名義。
- コロコロマダム（1950年、北日本新聞、3格） ※藤本弘名義。
- 奇禍（1950年、北日本新聞、4格） ※藤本弘名義。
- サンドウィッチマン（1950年、北日本新聞、4格） ※藤本弘名義。
- かるたとり（1951年、週刊市民新聞　一月新春号、4格） ※藤本弘名義。
- 天狗昇トビキリ（1951年、キング、4格） ※手塚不二雄名義。
- 大奇術（1951年、キング、4格） ※手塚不二雄名義。
- ギョッ（1951年、サンデー毎日、4格） ※手塚不二雄名義。
- 遠近法利己すぎらア（1951年、漫画少年、4格） ※藤本弘名義。
- 公正取引（1951年、北日本新聞、4格） ※手塚不二雄名義。
- 遺作（1952年、アサヒグラフ、4格） ※手塚不二雄名義。

### 連載漫畫
- 天使玉（日语：天使の玉ちゃん）（1951年 - 1952年）
- 戴手套的小铁君（日语：てぶくろてっちゃん）（1960年 - 1963年、1966年）
- 前進火箭人（日语：すすめロボケット）（1962年 - 1965年）
- 小超人帕門（1966年 - 1968年、1983年 - 1986年）
- 酸梅星王子（1968年 - 1970年）
- 妙妙龜（ベラボー）（1968年 - 1969年）
- 哆啦A夢（1969年|1970年 - 1996年）
- 叮噹貓（1970年 - 1974年、1975年 - 1978年）
- 杜賓遜漂流記（日语：ドビンソン漂流記）（1971年 - 1972年）
- 小酋長小黑（1973年）
- 睡衣人（日语：パジャママン）（1973年 - 1974年）
- 奇天烈大百科[10]（1974年 - 1977年）
- 大象鳥棲醬（ぞうくんとりすちゃん）（繪本作品・1974年）
- 千奇百怪（日语：みきおとミキオ）（1974年 - 1975年）
- 小甘草（日语：モッコロくん）（1974年 - 1975年）
- 變身君（1974年 - 1976年、1984年）
- 4じげんぼうPポコ（1975年 - 1976年）
- U寶（日语：Uボー）（1976年 - 1979年）
- 汪汪大臣（日语：バウバウ大臣）（1976年）
- 凡隊長（日语：きゃぷてんボン）（1976年）
- 超能力魔美（1977年 - 1983年）
- 宙波克（日语：宙ポコ）（1983年）
- 宙犬托比（日语：宙犬トッピ）（1984年）
- 大耳鼠（1985年 - 1991年）

### 劇畫、SF
- 四万年漂流（1953年）
- 21衛門（1968年）
- 宇宙小毛球（1969年）
- 劇画・小鬼Q太郎（1973年）
- 中年超人左江內氏（1977年 - 1978年）
- 時光巡邏隊（1978年 - 1979年、1980年 - 1983年、1984年 - 1986年）
- 米拉·庫拉·1（日语：ミラ・クル・1）（1979年）
- 哆啦A夢大長篇（1980年 - 1996年）
- 未來的回憶（1991年）

等其他

## 纪念

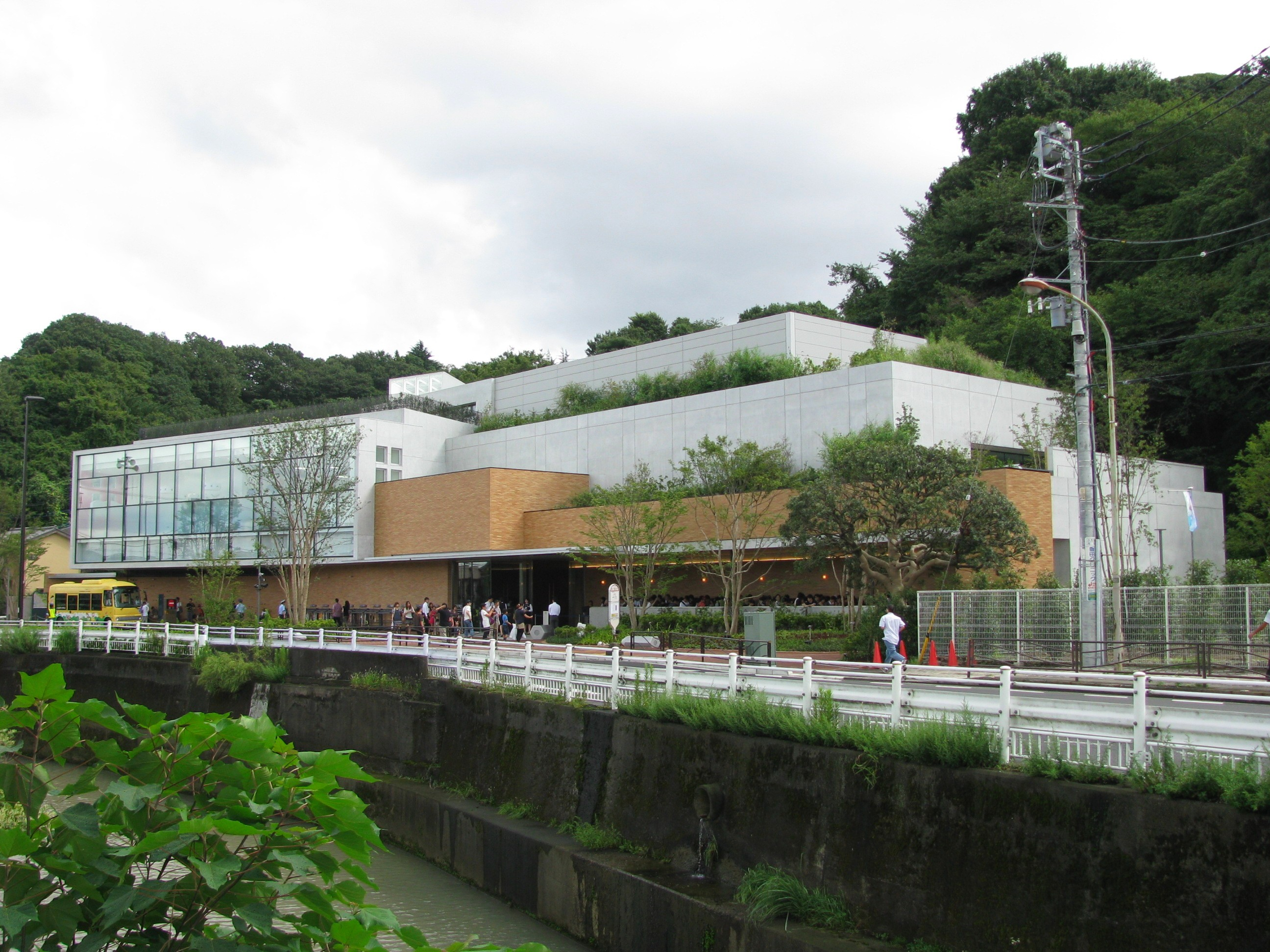
藤子·F·不二雄博物館

藤子·F·不二雄的墓碑位於川崎市绿丘灵园。最近的车站是南武线津田山站。此外为了纪念藤子·F·不二雄先生，一座展览有藤子先生生前创作的原画等展品的纪念馆，于2006年年初在川崎市多摩区的生田绿地诞生。藤子先生从1961年开始住在这裡，在1996年去世之后，妻子正子女士向该市给予了原画4万件的赠礼。2011年9月3日，藤子·F·不二雄博物館正式開幕，距離最近的车站是南武线宿河原站。

## 出演

### 電影
- 空想科学任侠伝 極道忍者ドス竜（1990年） - 永井豪第1回監督作品
- 未來的回憶 Last Christmas（1992年） - 占卜師 役
- 2112年多啦A夢誕生（1995年）

### 電視節目
- 酸梅星王子（1969年9月2日） - 第23回（與藤子不二雄A共同登場、聲優均為本人擔任）
- 春假/暑假漫畫節（1981年3月11日、1984年3月14日）
- 輝け! オールスター春の番組対抗ボウリング大会（1982年3月24日）
- ドラえもん・ヨーロッパ鉄道の旅（1983年10月18日）
- ウゴウゴルーガ（1993年5月24日 - 28日）
- 哆啦A夢 放送14周年特番（1993年9月9日）
- 天才兒童MAX （1994年11月7日）

## 出現的作品

### 電視劇
- 漫畫道- NHK“銀河電視小說” 1986（昭和61年）、1987（昭和62年）- 由長江健次（日语：長江健次）飾演藤本，劇中名為「才野茂」
- 少年Sunday雜誌物語（日语：ザ・ライバル「少年サンデー・少年マガジン物語」） ——2009年NHK綜合電視台播出，由蝦名清一（日语：蝦名清一）飾演30歲左右的藤本

### 電視動畫
- ぼくらマンガ家 トキワ荘物語（日语：ぼくらマンガ家 トキワ荘物語） ——1981年，由田中秀幸聲演。

### 電影
- 2112年多啦A夢誕生 ——1995年，由矢田稔聲演。（他也作為旁白出現）
- 常盤莊的青春（日语：トキワ荘の青春）——1996年，由阿部貞夫飾演。

### 引用
1. 1 2 3 4  まんがseek・日外アソシエーツ共著『漫画家人名事典』日外アソシエーツ、2003年2月25日初版発行、ISBN 4-8169-1760-8、323 - 324頁
2. ↑  . 現代ビジネス. 2011-08-17  [2019-12-22]. （原始内容存档于2022-04-03）.
3. ↑  . 日刊スポーツ. 2022-04-07  [2022-04-07]. （原始内容存档于2022-04-07）.
4. ↑  .   [2022-04-08]. （原始内容存档于2022-04-11）.
5. ↑  据说在工作期间，他作为电气科的毕业生做的唯一一件事就是更换了一个电灯泡。
6. ↑  ちくま評伝シリーズ〈ポルトレ〉藤子F不二雄46頁
7. ↑  在瓢虫漫画版的《哆啦A梦》第39卷初版（1989年1月25日初版发行）中使用了藤子不二雄Ⓕ这个笔名。而且之前以藤子不二雄名义出版的单行本也用藤子不二雄Ⓕ的名义重新刊行，但是改名为藤子・F・不二雄之后又再度重版。
8. ↑  呉智英『現代マンガの全体像』双葉社 P241
9. ↑  .   [2022-04-08]. （原始内容存档于2022-04-11）.
10. ↑  . アニメハック.   [2020-12-08]. （原始内容存档于2022-04-23）.

書目
- 藤子不二雄（藤子不二雄Ⓐ、藤子・F・不二雄）『二人で少年漫画ばかり描いてきた 戦後児童漫画私史』 毎日新聞社、1977年/文春文庫、1980年、各・絶版。復刻版・日本図書センター、2010年1月、ISBN 978-4284700412
- 藤子プロ監修、さいとうはるお絵、黒沢哲哉シナリオ 『学習まんが人物館　藤子・F・不二雄』 小学館、1997年10月、ISBN 4-09-270111-X

子供向けの漫画だが、藤本の肉親にも取材しており一定の史料価値はある。ただし、作中に登場する編集者は煩雑なため、複数の編集者が架空の「小館」という人物に置き換えられている。
- 『藤子・F・不二雄　「ドラえもん」はこうして生まれた　ちくま評伝シリーズ〈ポルトレ〉』 同編集部、筑摩書房、2014年8月、ISBN 978-4480766151。青春時代の評伝
- むぎわら しんたろう:「ドラえもん物語  藤子・F・不二雄先生の背中 」、小学館（てんとう虫コミックススペシャル）、ISBN 978-4091424921（2017年8月28日）。

## 外部連結
- 藤子‧F‧不二雄博物館
- 藤子·F·不二雄 - NHK人物録